# Webb Pierce
Webb Pierce (West Monroe (Louisiana), 8 augustus 1921 - 24 februari 1991) was een Amerikaanse countryzanger. Zijn carrière duurde van 1951 tot 1982; gedurende deze periode nam hij dertien nummer-1-songs op. Hij was zeer populair in de jaren 1950, toen hij meer nummer-1-hits in de Verenigde Staten had dan elke andere countryartiest. Zijn eerste hit was "Wondering" uit 1952. In totaal had hij tussen 1952 en 1986 96 singles die de Billboard Hot Country Singles & Tracks hitlijst bereikten; de laatste was "In the Jailhouse Now", een nieuwe opname van zijn hit uit 1955 in een duet met Willie Nelson. Andere nummer 1-countryhits van Pierce waren "There Stands the Glass" (1953, 12 weken), "In The Jailhouse Now" (1955, 21 weken), "Love, Love, Love" (1955, 13 weken) en "Slowly" (1953, 17 weken).
Webb stond bekend om zijn flamboyante levensstijl. Hij had onder meer een met zilveren dollars beklede limousine en een zwembad in de vorm van een gitaar. Hij was ook een zware drinker. In 1991 overleed hij aan alvleesklierkanker. Hij werd postuum opgenomen in de Country Music Hall of Fame in 2001 en in 2002 verscheen een tribuutalbum, Caught in the Webb: A Tribute to the Legendary Webb Pierce, een initiatief van de singer-songwriter en platenproducer Gail Davies met uitvoeringen van onder meer Willie Nelson, Emmylou Harris, Dale Watson & The Jordanaires, Crystal Gayle en Gail Davies zelf.
Webb heeft een ster op de Hollywood Walk of Fame bij 1600 Vine Street en werd in 2001 opgenomen in de Country Music Hall of Fame.
- Bibliothèque nationale de France: cb13898478s (data)
- Gemeinsame Normdatei: 134485017
- International Standard Name Identifier: 0000 0000 5548 1842
- Library of Congress Control Number: n93045169
- MusicBrainz: cbd197c2-1c29-4f46-acc6-0565a916d143
- Nationale Bibliotheek van Tsjechië: mzk2014815330
- Istituto Centrale per il Catalogo Unico: DDSV010099
- SNAC: w6ws94mz
- Virtual International Authority File: 55823336
- WorldCat: E39PBJfh9dwgDMjGtpj4HYkCcP